# Dark Bane (série littéraire)
Dark Bane (titre original : Darth Bane) est une trilogie de romans de science-fiction écrits par Drew Karpyshyn et placée dans l'univers étendu de Star Wars. Les romans sont centrés sur l'histoire de Dark Bane, environ 1000 ans avant l'histoire qui se passe dans les films.

## Résumé
Les conflits entre les Sith permettent aux Jedi d'enchaîner les victoires, jusqu'à une bataille décisive qui s'achève par la mort de milliers de Jedi et de presque tous les Sith. Un seul, Dark Bane, survit.
En réalité, c'est lui qui a détruit l'ordre Sith, pour en recréer un nouveau. Cet ordre repose sur une loi appelée la Règle des deux. Pour permettre le lancement d'une future vengeance contre l'ordre Jedi, Dark Bane prend sous son aile une apprentie, Dark Zannah.
Cependant, Dark Bane commence à ressentir les effets néfastes du Côté obscur. Il se met aussi à douter de la fidélité de Dark Zannah. Celle-ci tarde à réclamer son pouvoir en défiant son maître. Dark Bane découvre l'existence d'un artefact Sith qui procurerait l'immortalité. Dark Zannah décide alors que c'est le moment, et un affrontement oppose les deux Sith.

## Personnages
- Dessel / Dark Bane : ancien mineur devenu le puissant seigneur ayant inventé la règle des deux.
- Dark Zannah

## Chronologie
1. La Voie de la destruction (Path of Destruction) - 1020 av. BY.
2. La Règle des deux (Rule of Two) - 1000 av. BY.
3. La Dynastie du mal (Dinasty of Evil) - 980 av. BY.

## La Voie de la destruction
La Voie de la destruction est publié sous son titre original, Path of the Destruction, aux États-Unis par Del Rey Books le 26 septembre 2006,. Il est traduit en français par Fabrice Joly et publié par les éditions Fleuve noir le 18 février 2008, avec alors 416 pages,.

## La Règle des deux
La Règle des deux est publié sous son titre original, Rule of Two, aux États-Unis par Del Rey Books le 26 décembre 2007,. Il est traduit en français par Thierry Arson et publié par les éditions Fleuve noir le 26 février 2009, avec alors 378 pages,.

## La Dynastie du mal
La Dynastie du mal est publié sous son titre original, Dynasty of Evil, aux États-Unis par Del Rey Books le 8 décembre 2009,. Il est traduit en français par Thierry Arson et publié par les éditions Fleuve noir le 25 août 2011, avec alors 351 pages,.